# Red Pill Blues Tour
El Red Pill Blues Tour es la sexta gira musical de la banda estadounidense Maroon 5, en apoyo a su sexto álbum de estudio Red Pill Blues (2017). La gira comenzó el 30 de mayo de 2018 en Tacoma, Washington y finalizará el 31 de diciembre de 2019 en Las Vegas, Nevada,

## Antecedentes
Maroon 5 anunció la gira el 26 de octubre de 2017, con la cantante estadounidense Julia Michaels, quien formó parte de los actos de apertura de la banda en los conciertos en Norteamérica. El 28 de agosto de 2018, la banda anunció nuevas fechas para Australia, Asia y Europa. Los artistas Cxloe, y el cantante Sigrid, fueron anunciados como teloneros en las presentaciones en Asia y Europa, respectivamente.

## Teloneros

### 2018
- Julia Michaels (América del Norte)[11]

### 2019
- Cxloe (Australia)[12]
- DJ Noah Passovoy (Asia)[13]
- Sigrid (Europa)[14]
- Brynn Cartelli (América del Norte)[15][16]
- Chevel Shepherd (América del Norte)[15][16]
- Phantom Planet (América del Norte)[17]

## Lista de canciones
El siguiente setlist se obtuvo del concierto del 30 de mayo de 2018, realizado en Tacoma, Washington. No representa todos los conciertos de la gira.
| 1. «What Lovers Do» 2. «Payphone» 3. «This Love» 4. «Stereo Hearts» (Gym Class Heroes cover) 5. «Sunday Morning» 6. «Animals» 7. «One More Night» 8. «Cold» 9. «Wait» 10. «Don't Wanna Know» 11. «It Was Always You» 12. «Love Somebody» | 1. «Makes Me Wonder» 2. «Rock with You» (cover Michael Jackson) 3. «Moves Like Jagger» - Cierre 1. «Lost Stars» (cover Adam Levine) 2. «She Will Be Loved» 3. «Forever Young» (cover Alphaville) 4. «Girls Like You» 5. «Maps» 6. «Sugar» |

## Fechas
| Fecha                       | Ciudad           | País                   | Lugar                            |
| --------------------------- | ---------------- | ---------------------- | -------------------------------- |
| Etapa 1 - América del Norte |                  |                        |                                  |
| 30 de mayo de 2018          | Tacoma           | Estados Unidos         | Tacoma Dome                      |
| 1 de junio de 2018          | Oakland          | Estados Unidos         | Oracle Arena                     |
| 2 de junio de 2018          | Sacramento       | Estados Unidos         | Golden 1 Center                  |
| 4 de junio de 2018          | Inglewood        | Estados Unidos         | The Forum                        |
| 5 de junio de 2018          | Inglewood        | Estados Unidos         | The Forum                        |
| 7 de junio de 2018          | Phoenix          | Estados Unidos         | Talking Stick Resort Arena       |
| 9 de junio de 2018          | Dallas           | Estados Unidos         | American Airlines Center         |
| 10 de junio de 2018         | Houston          | Estados Unidos         | Toyota Center                    |
| 12 de junio de 2018         | San Antonio      | Estados Unidos         | AT&T Center                      |
| 14 de junio de 2018         | Nueva Orleans    | Estados Unidos         | Smoothie King Center             |
| 16 de junio de 2018         | Tampa            | Estados Unidos         | Amalie Arena                     |
| 17 de junio de 2018         | Sunrise          | Estados Unidos         | BB&T Center                      |
| 14 de julio de 2018         | Hershey          | Estados Unidos         | Hersheypark Stadium              |
| 15 de julio de 2018         | Atlantic City    | Estados Unidos         | Etess Arena at Hard Rock Live    |
| 4 de agosto de 2018         | Cedar Rapids     | Estados Unidos         | Newbo Evolve Festival            |
| 5 de agosto de 2018         | Canton           | Estados Unidos         | Tom Benson Hall of Fame Stadium  |
| 25 de agosto de 2018        | Monterrey        | México                 | Fundidora Park                   |
| 7 de septiembre de 2018     | Salt Lake City   | Estados Unidos         | Vivint Smart Home Arena          |
| 9 de septiembre de 2018     | Denver           | Estados Unidos         | Pepsi Center                     |
| 11 de septiembre de 2018    | Kansas City      | Estados Unidos         | Sprint Center                    |
| 13 de septiembre de 2018    | Saint Louis      | Estados Unidos         | Enterprise Center                |
| 14 de septiembre de 2018    | Chicago          | Estados Unidos         | United Center                    |
| 16 de septiembre de 2018    | Milwaukee        | Estados Unidos         | Fiserv Forum                     |
| 18 de septiembre de 2018    | Saint Paul       | Estados Unidos         | Xcel Energy Center               |
| 20 de septiembre de 2018    | Indianápolis     | Estados Unidos         | Bankers Life Fieldhouse          |
| 22 de septiembre de 2018    | Louisville       | Estados Unidos         | KFC Yum! Center                  |
| 23 de septiembre de 2018    | Nashville        | Estados Unidos         | Bridgestone Arena                |
| 25 de septiembre de 2018    | Columbus         | Estados Unidos         | Nationwide Arena                 |
| 27 de septiembre de 2018    | Toronto          | Canadá                 | Scotiabank Arena                 |
| 29 de septiembre de 2018    | Pittsburgh       | Estados Unidos         | PPG Paints Arena                 |
| 30 de septiembre de 2018    | Detroit          | Estados Unidos         | Little Caesars Arena             |
| 2 de octubre de 2018        | Washington D. C. | Estados Unidos         | Capital One Arena                |
| 4 de octubre de 2018        | Charlotte        | Estados Unidos         | Spectrum Center                  |
| 6 de octubre de 2018        | Nueva Jersey     | Estados Unidos         | Prudential Center                |
| 7 de octubre de 2018        | Boston           | Estados Unidos         | TD Garden                        |
| 10 de octubre de 2018       | Hartford         | Estados Unidos         | XL Center                        |
| 12 de octubre de 2018       | Filadelfia       | Estados Unidos         | Wells Fargo Center               |
| 14 de octubre de 2018       | New York         | Estados Unidos         | Madison Square Garden            |
| 15 de octubre de 2018       | New York         | Estados Unidos         | Madison Square Garden            |
| 30 de diciembre de 2019     | Las Vegas        | Estados Unidos         | Mandalay Bay Events Center       |
| 31 de diciembre de 2019     | Las Vegas        | Estados Unidos         | Mandalay Bay Events Center       |
| Etapa 2 - Australia         |                  |                        |                                  |
| 19 de febrero de 2019       | Brisbane         | Australia              | Brisbane Entertainment Centre    |
| 21 de febrero de 2019       | Sídney           | Australia              | Qudos Bank Arena                 |
| 23 de febrero de 2019       | Melbourne        | Australia              | Rod Laver Arena                  |
| Etapa 3 - Asia              |                  |                        |                                  |
| 25 de febrero de 2019       | Tokio            | Japón                  | Tokyo Dome                       |
| 27 de febrero de 2019       | Seúl             | Corea del Sur          | Gocheok Sky Dome                 |
| 1 de marzo de 2019          | Kaohsiung        | Taiwán                 | National Stadium                 |
| 3 de marzo de 2019          | Macao            | Macao                  | Cotai Arena                      |
| 5 de marzo de 2019          | Manila           | Filipinas              | Mall of Asia Arena               |
| 7 de marzo de 2019          | Singapur         | Singapur               | National Stadium                 |
| 9 de marzo de 2019          | Bangkok          | Tailandia              | Challenger Hall                  |
| Etapa 4- Europa             |                  |                        |                                  |
| 1 de junio de 2019          | Aalborg          | Dinamarca              | Mølleparken                      |
| 3 de junio de 2019          | Colonia          | Alemania               | Lanxess Arena                    |
| 5 de junio de 2019          | Praga            | República Checa        | O2 Arena                         |
| 6 de junio de 2019          | Cracovia         | Polonia                | Tauron Arena                     |
| 8 de junio de 2019          | Londres          | Reino Unido            | Wembley Stadium                  |
| 10 de junio de 2019         | Ámsterdam        | Países Bajos           | Ziggo Dome                       |
| 11 de junio de 2019         | París            | Francia                | AccorHotels Arena                |
| Etapa 5 - Oriente Medio     |                  |                        |                                  |
| 14 de junio de 2019         | Dubái            | Emiratos Árabes Unidos | Coca-Cola Arena                  |
| Etapa 6 - América del sur   |                  |                        |                                  |
| 6 de julio de 2019          | São Paulo        | Brasil                 | Autódromo José Carlos Pace       |
| 7 de julio de 2019          | São Paulo        | Brasil                 | Autódromo José Carlos Pace       |
| 31 de agosto de 2019        | Willemstad       | Curazao                | World Trade Center Piscadera Bay |
| Etapa 7 - América del Norte |                  |                        |                                  |
| 25 de octubre de 2019       | Hollywood        | Estados Unidos         | Hard Rock Event Center           |
| 30 de diciembre de 2019     | Las Vegas        | Estados Unidos         | Mandalay Bay Events Center       |
| 31 de diciembre de 2019     | Las Vegas        | Estados Unidos         | Mandalay Bay Events Center       |
| Total                       |                  |                        |                                  |